# 1944 en Inde
Chronologie de l'Inde
- 1940
- 1941
- 1942
- 1943
- 1944
- 1945
- 1946
- 1947
- 1948

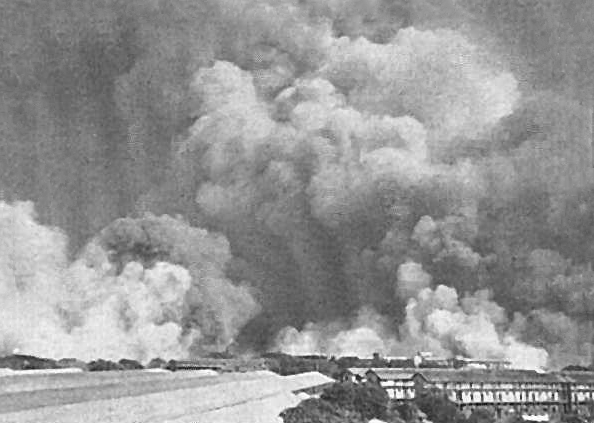
Explosion du SS Fort Stikine à Bombay (bilan : 800 à 1300 morts et 80000 personnes deviennent sans abris).

Cette page concerne les évènements survenus en 1944 en Inde  :

## Évènement
- Famine au Bengale (1943-1944)
- 30 janvier : Massacre de Homfreyganj.
- 6 février :  Début de l'opération Thursday.
- 6 mars : Début de l'opération U-Go (fin le 3 juillet).
- 8 mars : Début de la bataille d'Imphal (fin le 8 juillet).
- 20-26 mars : Bataille de Sangshak
- 4 avril : 
  - Début de la bataille du court de tennis (fin le 22 juin).
  - Début de la bataille de Kohima (fin le 22 juin).
- 14 avril : 
  - Explosion de Bombay.
  - Destruction du SS Fort Stikine (en) à Bombay.
- 6-26 juin  : Bataille de Mogaung
- Affaire du meurtre du journaliste Lakshmikanthan (en).

## Sortie de film
- Poompavai (en)

## Création
- Tour de l'horloge de Chinnakada (en)
- Université Rajendra Narayan (en)

## Dissolution
- Parti de la Justice (en)
- Agence des États de l'Inde occidentale (en)

## Naissance
- Saira Banu, actrice.
- C. M. Gupta (en), scientifique.
- Suresh Kalmadi (en), personnalité politique.
- Debasis Mitra (en), mathématicien.
- J. C. Diwakar Reddy (en), personnalité politique.
- Mekapati Rajamohan Reddy (en), personnalité politique.
- Ronen Sen (en), diplomate.
- Shibu Soren (en), personnalité politique.
- Sharmila Tagore, actrice.
- Jagdish Tytler (en), personnalité politique.

## Décès
- Kasturba Gandhi, femme de Mohandas Karamchand Gandhi.